# Cevico Navero
Cevico Navero è un comune spagnolo situato nella comunità autonoma di Castiglia e León.